# Joseph Haydn Stiftung Basel
Die Joseph Haydn Stiftung Basel ist eine gemeinnützige Stiftung. Ihr Engagement gilt der Auseinandersetzung mit dem Werk von Joseph Haydn und seiner Zeitgenossen.
Sie fungiert als formaljuristische, finanzielle und organisatorische Trägerstruktur des Projekts Haydn2032 und ermöglicht im Hinblick auf den 300. Geburtstag des österreichischen Komponisten im Jahre 2032 die europaweite Aufführung und Tonträger-Produktion von sämtlichen 107 Haydn-Sinfonien unter der musikalischen Leitung des Barockspezialisten Giovanni Antonini und den Orchestern Il Giardino Armonico und Kammerorchester Basel. Die Stiftung bezweckt dabei laut Website „im Hinblick auf 2032 und darüber hinaus, die Bedeutung Joseph Haydns innerhalb der Musikgeschichte ins richtige Licht zu rücken und das allgemeine Haydn-Bild grundlegend zu revidieren“. Ziel ist somit die Verbreitung eines differenzierten Haydn-Bilds im Sinne der musikwissenschaftlichen Neubewertung Haydns, wie sie u. a. die Haydn-Gesamtausgabe seit den 1950er Jahren dokumentiert. Das Präsidium der Joseph Haydn Stiftung Basel setzt sich zusammen aus dem Schweizer Kulturmanager Christoph Müller sowie dem Ehepaar Jeanne Lüdin-Geiger und Hanspeter Lüdin.